# Club Deportivo Guabirá
Il Club Deportivo Guabirá è una società calcistica boliviana di Montero. Milita nella Primera División, la massima serie del campionato boliviano di calcio. 
Fu fondata il 13 aprile 1962.

## Storia
Fondato nel 1962, sei anni più tardi debuttò nella massima serie nazionale, la Copa Simón Bolívar, chiudendo al secondo posto; dopo anni di assenza, tornò nella competizione nel 1975, vincendo il titolo. Partecipò poi alla prima edizione del campionato professionistico, la Liga del Fútbol Profesional Boliviano 1977, fermandosi alla seconda fase del torneo. Al termine del campionato 1984 retrocesse in seconda serie (la Copa Simón Bolívar, che era stata tramutata in serie cadetta una volta inaugurato il professionismo); nel 1993 tornò nella LFPB. Nel 1994 si guadagnò l'accesso al girone finale; l'anno seguente giunse al secondo posto in classifica sia nell'Apertura che nel Clausura, superato entrambe le volte dal San José di Oruro. Al termine del campionato 2003 retrocesse nuovamente, perdendo lo spareggio con il Real Santa Cruz ai rigori per 6-7. Nel 2007 tornò in Liga, avendo vinto la seconda serie.

## Palmarès

### Competizioni nazionali
- Campionato boliviano: 1

1975
- Copa Simón Bolívar: 3

1975, 2007, 2009
- Copa Aerosur del Sur: 1

2010
- Liga Nacional B: 4

2007, 2009, 2012-2013, 2015-2016

### Altri piazzamenti
- Campionato boliviano:

Secondo posto: Apertura 1995, Clausura 1995, Apertura 2000
Terzo posto: Apertura 2017, Clausura 2017

## Risultati nelle competizioni CONMEBOL
- Coppa Libertadores: 2 partecipazioni

1976: Prima fase
1996: Prima fase

## Organico

### Rosa 2017
| N. |                      | Ruolo | Calciatore             |
| -- | -------------------- | ----- | ---------------------- |
|    | Uruguay (bandiera)   | P     | Federico Elduayen      |
|    | Bolivia (bandiera)   | P     | Pedro Viera            |
|    | Bolivia (bandiera)   | D     | Cristhian Coimbra      |
|    | Paraguay (bandiera)  | D     | Daniel Benítez         |
|    | Bolivia (bandiera)   | D     | Jorge Jaime            |
|    | Bolivia (bandiera)   | D     | Doyle Vaca             |
|    | Argentina (bandiera) | D     | Cristian Cuffaro Russo |
|    | Bolivia (bandiera)   | D     | Ricardo Verduguez      |
|    | Bolivia (bandiera)   | C     | Ricardo Bejarano       |
|    | Bolivia (bandiera)   | C     | Ronald Gutiérrez       |
|    | Bolivia (bandiera)   | C     | Luís Carlos Paz        |

| N. |                      | Ruolo | Calciatore            |
| -- | -------------------- | ----- | --------------------- |
|    | Bolivia (bandiera)   | C     | Luis Ribera           |
|    | Bolivia (bandiera)   | C     | Antonio Torres        |
|    | Bolivia (bandiera)   | C     | Richard Uriona        |
|    | Bolivia (bandiera)   | C     | Julio César Hurtado   |
|    | Argentina (bandiera) | C     | Alexis Bravo          |
|    | Argentina (bandiera) | C     | Ariel Aragón          |
|    | Bolivia (bandiera)   | A     | José Alfredo Castillo |
|    | Bolivia (bandiera)   | A     | Adrián Cuellar        |
|    | Bolivia (bandiera)   | A     | Darwin Ríos           |
|    | Bolivia (bandiera)   | A     | Carlos Camacho        |
|    | Bolivia (bandiera)   | A     | Vladimir Castellón    |